# Ingrid Garbo
Ingrid Garbo (Múnich, 14 de enero de 1939-Madrid, 28 de noviembre de 2017) fue una actriz y vedette de revista alemana, afincada en España. Popularmente en la Época de oro del cine mexicano, fue conocida por su participación en las películas, El tesoro del rey Salomón y Tin Tan, el hombre mono (ambas de 1963), con el cómico Germán Valdés "Tin-Tan".

## Biografía
También conocida como Chuchi Vidal, Ingrid nace en Múnich el 14 de enero de 1939 bajo el nombre de Ingrid Garijo Garbo. Sus padres se fueron de su Alemania natal, con la pequeña Ingrid, a España en 1943. Más tarde, con la derrota de Alemania en la Segunda Guerra Mundial ella y su familia se trasladaron a Venezuela. En el país latinoamericano creció y se formó en Arte Dramático y compaginó sus estudios con la carrera de peritaje mercantil en la Universidad Central de Venezuela.  Antes de cumplir quince años aparece en publicidad y debuta en el cine venezolano con la cinta Yo y las mujeres (1959). Iniciada la década de 1960, se instala en México, rodando tres películas.
Posteriormente se afinca en España y comienza a trabajar en el cine, pero sobre todo en el teatro. Allí conoce a José María Flor-Baztarica Grasset, consejero delegado de la compañía vasca CAF con quien contraerá matrimonio en (1964). Fruto de esta unión nacerían 4 hijos, uno de ellos llegó a ser presidente de CAF. En el año 1968 debido al nacimiento de su hijo, Suevia Films canceló su contrato. A partir de ese momento comienza a desarrollar su carrera profesional en TVE, compaginándola con el teatro y alguna que otra película. De la gran pantalla, pueden destacarse sus apariciones en comedias ligeras de la época del tardofranquismo, donde tiene ocasión de lucir sus encantos, como No somos de piedra (1968), de Manuel Summers, Mi marido y sus complejos (1969), de Luis María Delgado, Turistas y bribones (1969), de  Fernando Merino, Enseñar a un sinvergüenza (1970), de Agustín Navarro, junto a Carmen Sevilla, Las Ibéricas F.C. (1971), de Pedro Masó o Dos chicas de revista (1972), de Mariano Ozores, con Lina Morgan.
Pero su mayor relevancia le llega a través de su trayectoria en el género de la revista, donde durante el período que abarca de mediados de los años 1960 a mediados de los 70 estrena numerosos montajes, especialmente de la mano del conocido empresario Matías Colsada. Desde Mami, llévame al colegio (1964), junto a la figura más emblemática del género, Celia Gámez, a Las noches de Herodes (1967), Me las llevo de calle (1967), ambas con Pedro Peña y Luis Cuenca o El divorcio no es negocio en el Teatro La Latina, con Quique Camoiras. 
Posteriormente en 1973 formó parte de la elección de Miss España. En 1974 se retiró definitivamente del mundo del espectáculo y se centró en sus hijos y en su carrera en TVE, supervisando la producción de especiales como Tip y Coll o festivales de la talla del Festival de Cine de Montecarlo. Debido a su trabajo se instaló en el principado durante su etapa en TVE.
Uno de sus hijos está casado con Blanca Ruiz Aguirre, integrante del grupo musical infantil La Pandilla. Otro hijo contrajo matrimonio con una miss de la década de los 80. En 2005 abandona la capital española y se retira a su casa de verano de Gaucín, momento a partir del cual vivió apartada de los medios de comunicación. Murió en Madrid a causa de una enfermedad cardiovascular el 28 de noviembre de 2017.